# 芸術座 (劇団)
芸術座（げいじゅつざ、旧字体：藝術座）はかつて日本に存在した劇団。1913年に島村抱月、松井須磨子を中心として結成された（1919年解散）。
のちに水谷竹紫、水谷八重子が名前を受け継ぎ、同名の劇団を起こした（第二次芸術座）。

## 概要

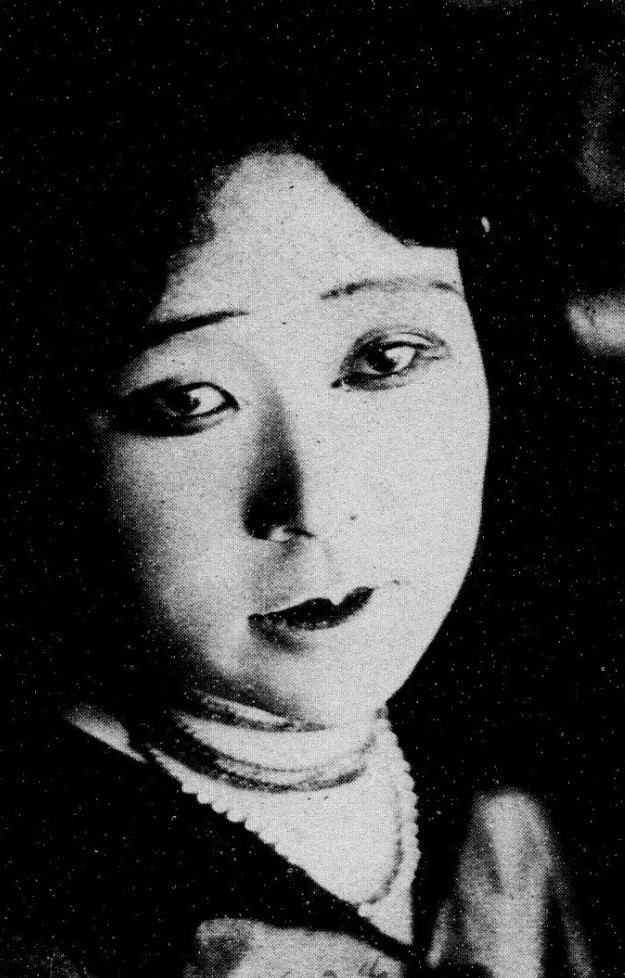
団員の山路千枝子（1897-1942）。須磨子の没後新国劇に移籍

### 第一次芸術座
1913年（大正2年）、松井須磨子とのスキャンダルが露見したことにより坪内逍遥の文芸協会を脱退することになった島村抱月が、松井、相馬御風、水谷竹紫、沢田正二郎、秋田雨雀らと共に劇団「芸術座」（第一次芸術座）を結成。
1914年（大正3年）3月26日、第3回目の公演としてトルストイの『復活』を上演。翌月から地方巡演を開始。劇中で歌を歌わせるという日本初の試みが話題になったこともあり、1919年（大正8年）まで通算で444回の公演を重ねるほど評判になった。また、松井の歌う劇中歌「カチューシャの唄」のレコードは、蓄音機の普及が進んでおらず数千枚売れればヒットという時代にあって、2万枚の売り上げを記録した。このヒットによって、活動拠点となる「芸術倶楽部」を東京市牛込区（現・東京都新宿区）に建築。
翌1915年（大正4年）にはツルゲーネフの『その前夜』を、1917年（大正6年）にはトルストイの『生ける屍』を上演。これらも劇中歌の『ゴンドラの唄』『さすらいの唄』がヒットするほどの評判となった。
しかしこの間、劇団内部では松井と他の団員との確執が深刻化。水谷竹紫は第1回公演の後に脱退、沢田正二郎らも1917年に脱退して新国劇を旗揚げし、以後も団員の離脱が相次いだ。
1918年（大正7年）11月、島村がスペイン風邪で急死、2ヵ月後には松井が島村の後を追って自殺。芸術座は解散した。

### 第二次芸術座
1924年（大正13年）、水谷竹紫は、演劇界の発展と、義妹である女優・水谷八重子の育成を目的として劇団結成を考えた。これを聞いた島村の遺族から「芸術座」の名称の使用を薦められたこともあって、芸術座として結成（第二次芸術座）。この時の主な協力者は、汐見洋、田村秋子、友田恭助、青山杉作など。
劇評家からの評価は高かったものの、竹紫が衣装や小道具にこだわったことから商業的には赤字という公演が続いた。そのため、松竹との提携や満州公演、新派一座との共同公演などを積極的に行った。
1935年（昭和10年）、竹紫が死去。その後は八重子が中心人物となって活動を続けたが、1945年（昭和20年）になって本土空襲が日常茶飯事のような状況となると、もう公演を続けていくことができなくなり解散した。